# Smila
Smila (en ukrainien : Смiла) est une ville de l'oblast de Tcherkassy, en Ukraine. Sa population s'élevait à 68 636 habitants en 2013.

## Géographie
Smila est située au bord d'un lac artificiel formé sur la rivière Tiasmyn, à 27 km au sud-ouest de Tcherkassy. Elle est reliée au réseau ferroviaire par la gare de Smila et la gare Taras-Chevtchenko.

## Histoire
Selon la légende, au cours de l'un des nombreux raids de la Horde d'or, une jeune fille guida l'armée de la Rus' de Kiev jusqu'à l'arrière des envahisseurs. Les ennemis furent défaits, mais la jeune fille fut tuée par l'une de leurs flèches. Personne ne connaissait son nom, de sorte que lorsqu'une colonie fut établie sur place, les colons la baptisèrent en son honneur Smila, qui signifie « brave fille » en ukrainien. Elle figure sur les armoiries de la ville.
La localité fut mentionnée pour la première fois au XVIe siècle, alors qu'elle faisait partie de la république des Deux Nations (Pologne-Lituanie). En 1648-1654, Smila accueillit le régiment de Cosaques de Tchyhyryne. En 1773, la ville reçut le droit de Magdebourg et, en 1795, est rattachée à l'Empire russe.
Smila connut un développement rapide grâce à l'ouverture d'une ligne de chemin de fer en 1876. Mais au XXe siècle, elle subit des désastres répétés : la Première Guerre mondiale, la famine de 1932-33 et la Seconde Guerre mondiale. Elle subit également la dépression économique qui suivit la dislocation de l'Union soviétique, dans les années 1990. La production industrielle diminua de plus de 70 pour cent et Smila perdit alors plus de dix pour cent de sa population.

## Population
Recensements (*) ou estimations de la population :
| 1923*  | 1926*  | 1939*  | 1959*  | 1970*  | 1979*  |
| ------ | ------ | ------ | ------ | ------ | ------ |
| 21 341 | 22 953 | 33 870 | 44 534 | 55 474 | 62 282 |

| 1989*  | 2001*  | 2010   | 2011   | 2012   | 2013   |
| ------ | ------ | ------ | ------ | ------ | ------ |
| 79 449 | 69 681 | 68 721 | 68 520 | 68 667 | 68 636 |

## Économie
Les principales entreprises de Smila sont :
- SEMZ (en russe : СЭМЗ, acronyme de Смилянский электромеханический завод) : usine fondée en 1876 comme atelier de réparation de locomotives à vapeur et de wagons ; depuis les années 1960, elle répare des moteurs de locomotives et d'autres machines électriques. Elle emploie 1 950 salariés (2006)[2].
- Smilamach, acronyme de Smilianski Machinostroïtelny Zavod (en russe : Смилянський машиностроительный завод) : fondée en 1840, cette entreprise fabrique des équipements pour l'industrie de la boulangerie. Elle emploie 1 500 salariés (2006)[3].
- Smelianski Sakharny Kombinat (en russe : Смелянский сахарный комбинат) : raffinerie de sucre, 700 salariés (2006).

## Personnalités
- Leonid Lytvynenko (1949-), décathlonien, vice-champion olympique à Munich, en 1972.
- Oleksi Tsibko, maire de la ville de 2015 à 2018[4].